# Association Chorrillos
Association Chorrillos fue un club de fútbol del distrito de Chorrillos, del Departamento de Lima del Perú. Participó en varias temporadas en la segunda profesional y logró ascender a la primera división profesional. El club conserva su registro público N° 01772376.

## Historia
El club fue fundado por un grupo de alumnos del colegio n.º 443 del distrito de Chorrillos, Lima. El club fue en 1951 campeón de la  Segunda División Peruana. Participó en la Primera División del Perú en 1952 pero pierde la categoría el mismo año. Retorna a la Segunda División de 1953 hasta 1958. En 1958 pierde la categoría y baja a la Liga de Balnearios.
Con el auspicio de la firma Nicolini pasó a llamarse Nicolini Chorrillos en pocos años. En 1960 campeona en la Liga de Balnearios y luego también en el triangular Interligas ante Telmo Carbajo y Alianza Libertad con lo cual retorna a Segunda para la temporada de 1961.
Tras perder la categoría en 1963 y retorna a la Liga de Balnearios al año siguiente donde fue campeón en 1964 y 1965 pero no pudo ganar el cuadrangular de ascenso. El club campeona nuevamente en la Liga de Balnearios en 1972, pero terminó en los últimos lugares del hexagonal Interligas sin lograr el ascenso a Segunda División. Al desaparecer la Liga de Balnearios, el club pasa a formar parte de la Primera División Distrital de Chorrillos. En ocasiones usaba el nombre Association Nicolini pero generalmente usaba su nombre primario.
En 2003 llegó hasta la liguilla final del Interligas de Lima, donde podía ascender a Segunda División. Sin embargo, no pudo superar en su grupo a San José Joyeros de Lince y retornó a su liga de origen. En la temporada del año 2005,  Association Chorrillos ó  Nicolini Chorrillos  descendió en 2005 a la Segunda División de Chorrillos. Llegó hasta la Tercera Distrital y posteriormente dejó de participar en torneos oficiales.

## Actualidad
En la actualidad, el club Association Chorrillos se dedicó a los campeonatos de bochas y otras disciplinas deportivas. Sin embargo, la institución participó en los últimos años en campeonatos de fútbol máster del distrito. Formalmente conserva su afiliación a la Liga Distrital de Chorrillos (en la Tercera División) aunque no participe en ella. Existe la posibilidad de su regreso al fútbol y ser de nuevo un referente de Chorrillos.

## Datos del club
- Temporadas en Primera División: 1 (1952).
- Temporadas en Segunda División: 15 (1946-1951, 1953-1958 y 1961-1963).

## Jugadores
Por sus filas pasó Juan De la Vega, quien luego jugó en Alianza Lima y en la selección peruana en el Campeonato Sudamericano 1963. También Víctor Passalacqua, arquero de Ciclista Lima y Alejandro "Pichón" León que estuvo después en Universitario de Deportes. Otro ex seleccionado peruano que jugó en Association Chorrillos fue Ottorino Sartor en la década de 1960.
| - Raúl Dreyffus. - Jorge Pacheco. - Higinio Bejarano. - Ramos. | - Sergio Alzamora. - Carlos Stolzembach. - Oliver. - Pedro Lobatón. | - Jorge Leone. - Hidalgo. - Maúrtua. - Alberto Guerra. | - César Casas. - Jose Fernandez. - Gregorio Oliva - Eduardo Roman | - Javier Gonzalez - Alberto "Cachito" Ramirez - Jorge Cabanillas | - Pedro Leonel - Juan de la Vega - Victor Passalacqua - Pichon Leon | - Otorino Sartor - Higinio Bejarano - Carlos Saco Vertiz |

## D.T.
- Ángel Fernández Roca (1952)
- Emilio Vargas (1963)
- Jaime de Almeyda
- Victor Pasalaqua.

## Palmarés

### Torneos nacionales
- Segunda División del Perú (1): 1951.
- Subcampeón de la Segunda División del Perú (2): 1950, 1961.

### Torneos regionales
- Liga de Fútbol de los Balnearios del Sur (4): 1960, 1964, 1965, 1972.
- Liga Distrital de Chorrillos: 1977, 2003.
- Tercera División de Liga Regional de Lima y Callao: 1941.

## Uniforme
- Uniforme titular: Camiseta de blanca con franja horizontal roja, pantalón blanco, medias rojas.

## Evolución Indumentaria
Indumentaria Titular
| Titular 1 | Titular 2 | Titular 3 | Titular 5 | Titular 6 | Titular 7 | Titular 8 |

Indumentaria Alterna
| Alterno 1 | Alterno 2 | Alterno 3 | Alterno 4 | Alterno 5 | Alterno 6 | Alterno 7 |